# Hermannomyia oldroydi
Hermannomyia oldroydi là một loài ruồi trong họ Asilidae. Hermannomyia oldroydi được Londt miêu tả năm 1981. Loài này phân bố ở vùng nhiệt đới châu Phi.